# Suolijärvi (sjö i Kajanaland)
Suolijärvi är en sjö i Finland. Den ligger i kommunen Puolango i landskapet Kajanaland, i den centrala delen av landet, 600 km norr om huvudstaden Helsingfors. Suolijärvi ligger 150,2 meter över havet. Den är 12 meter djup. Arean är 10,92 kvadratkilometer och strandlinjen är 38,5 kilometer lång. Sjön  ingår i Ijo älvs huvudavrinningsområde.   
I övrigt finns följande i Suolijärvi:
- Kallosaari (en ö)
- Varissaari (en ö)
- Jakosaari (en ö)
- Niittysaari (en ö)
- Kynsikki (en ö)
- Varsosaari (en ö)
- Tiiroluoto (en ö)
- Vasikkasaari (en ö)
- Joensuunsaari (en ö)
- Pieni Koskelosaari (en ö)
- Hautasaari (en ö)
- Kivisaari (en ö)
- Pukkisaari (en ö)
- Lamposaari (en ö)
- Lapinsaari (en ö)
- Kirkkosaari (en ö)
- Torvisensaari (en ö)
- Leskisensaari (en ö)
- Joutenluoto (en ö)
- Halmesaari (en ö)
- Tenämänsaari (en ö)
- Oravisaari (en ö)

I övrigt finns följande vid Suolijärvi:
- Tenämäjärvi (en sjö)